# ドースト・ムハンマド
ドースト・ムハンマド・ハン（1445年? - 1468年/69年）は、アクスを支配したモグーリスタン・ハン国（東チャガタイ・ハン国）の君主（在位：1462年 - 1468年/69年）。エセン・ブカの子でワイスの孫にあたる。
1462年にエセン・ブカが没した時、モグーリスタン・ハン国は当時17歳だったドースト・ムハンマドとエセン・ブカの兄ユーヌスのいずれに従うかで分裂した。カシュガルを支配するドグラト部のアミール（貴族）ムハンマド・ハイダル・ミールザーはユーヌスの甥であったが、父はドースト・ムハンマドを支持し、自身もエセン・ブカの娘であるダウラト・ニガル・ハーニムを娶っていたため、ドースト・ムハンマドを支持した。ヤルカンドを支配するSaniz Mirzaはユーヌスを支持し、カシュガルを追われたムハンマド・ハイダル・ミールザーはドースト・ムハンマドの元に合流する。1464年にSaniz Mirzaは狩猟中の怪我が元で没すると、ドースト・ムハンマドはヤルカンドに向けて軍を進めた。ヤルカンドのアミールたちはSanizの妻子をドースト・ムハンマドの元に送り、ドースト・ムハンマドは彼らをアクスに伴った。その後カシュガルに進軍するが、ムハンマド・ハイダルはすでにカシュガルに帰還していた。
ドースト・ムハンマドの不道徳な行動は、モッラー（イスラームの知識人）の反発を招いた。ドースト・ムハンマドは若年のミールザー・アブー・バクルに姉妹のHusn Nigar Khanimを嫁がせたが、アブー・バクルはカシュガルの叔父ムハンマド・ハイダルの元に逃亡した。ドースト・ムハンマドはムハンマド・ハイダルをカシュガルから追い出し、町を略奪するが、激怒したドグラト部のアミールたちはユーヌスの元に亡命した。ドグラト部の反抗の直後にイリ地方でハンを称していたユーヌスはドースト・ムハンマドを攻撃し、彼の本拠地であるアクスを占領した。1468年/69年にドースト・ムハンマドは病没し。ドースト・ムハンマドの子ケベクはウイグリスタンのカラシャールとトルファンに逃れ、この地でハンを称した。1472年にケベクは自分をトルファンに連れ出した人間によって殺害され、彼の首はユーヌスの元に送り届けられた。